# Aeródromo de Greem Bell

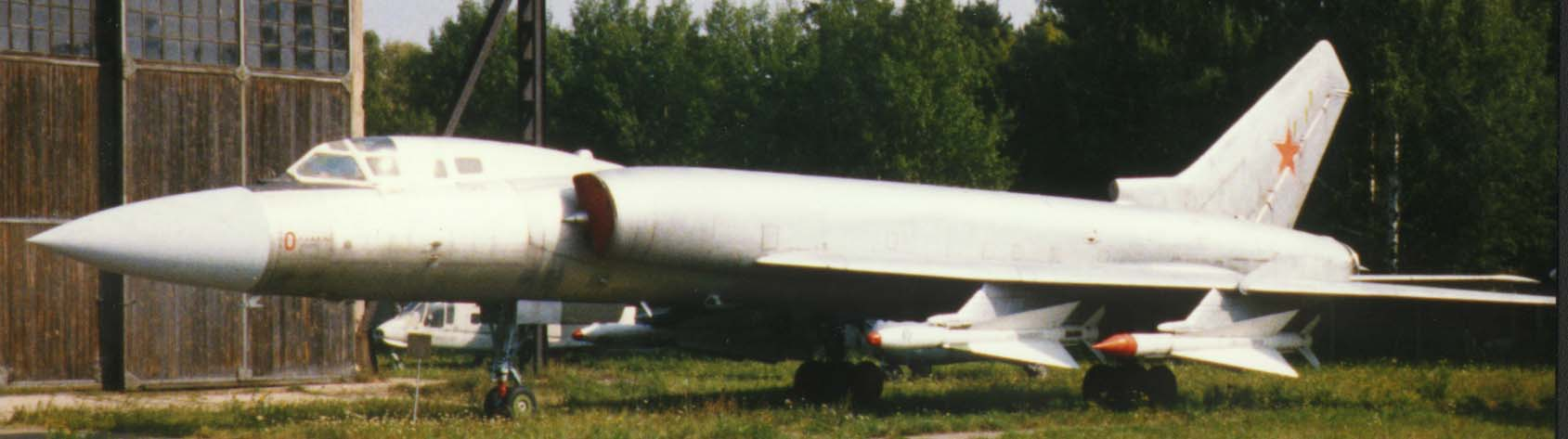
Tu-128 Fiddler

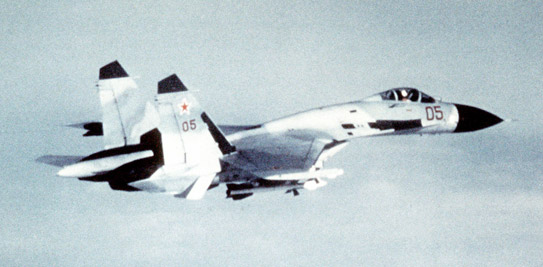
Su-27 Flanker-B

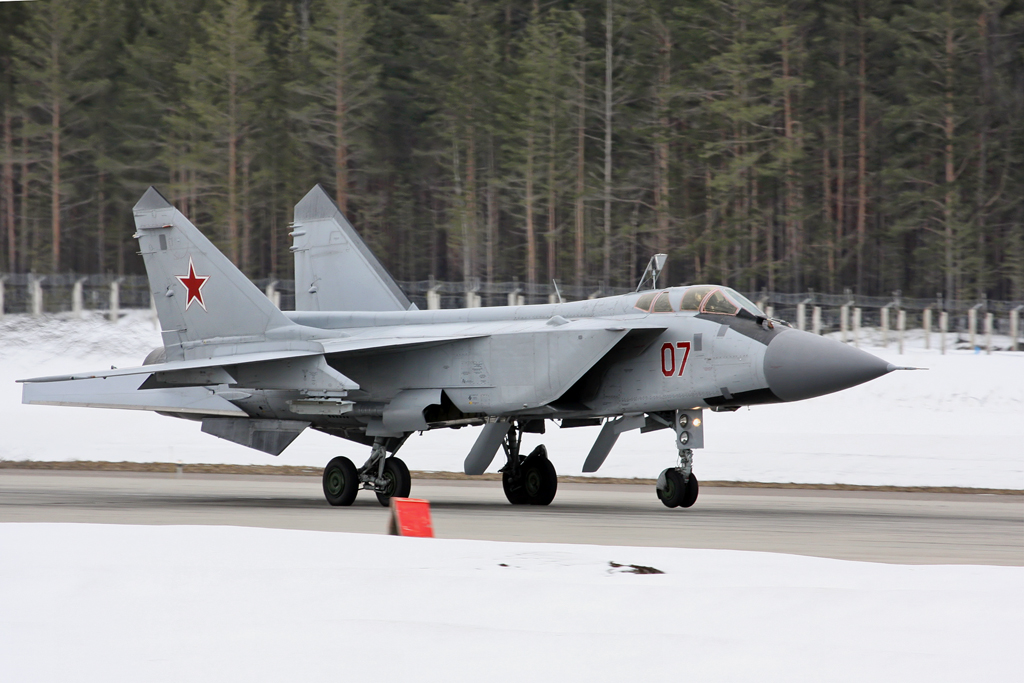
MiG-31 Foxhound

El aeródromo de Greem Bell (en ruso: Аэродром Греэм-Белл IATA:, ICAO: ) es un aeropuerto militar situado en la isla Graham Bell (en ruso: Остров Греэм-Белл), una gran isla rusa en aguas del océano Ártico. Es la más oriental de las islas del archipiélago de la Tierra de Francisco José. Administrativamente, pertenece al óblast de Arjánguelsk de la Federación de Rusia. Es el campo de aviación más norteño de toda Rusia.
Se encuentra cercano al punto SUMAT, utilizado en navegación aérea.
Al aeródromo dejó de estar operativo en 1994.

## Pista
El aeródromo de Greem Bell dispone de una pista de hielo en dirección 01/19 de 6.972 m. (6.972 pies).
Los aeródromos militares más cercanos son Nagurskoye (296 km), Sredni Ostrov (520 km), y Ostrov Bolshevik (751 km). Los aeropuertos civiles más cercanos son Dikson (925 km) y Svalbard (Noruega, 992 km).

## Operaciones militares
Construido durante la década de los 50, fue puesto bajo el mando del regimiento de intercepción de Rogachevo, situada en Nueva Zembla, y operado por el OGA (Grupo de Control Ártico). Parece ser que el objetivo, durante la Guerra fría era el de proporcionar protección contra acercamientos de reconocimiento al área de pruebas de Nueva Zembla o como base de intercepción de primera línea contra bombarderos americanos. También se utilizó como base "de salto" para bombarderos estratégicos.
Entre 1978 y 1979 estaban destacados aquí, en períodos mensuales, 4 interceptores de largo alcance Tupolev Tu-128 (designación OTAN: Fiddler) pertenecientes al 72 Gv IAP (Regimiento Aéreo de Intercepción) del Amderma. Durante la década de los 80 y hasta alrededor de 1990 fue visitado con regularidad por aviones Sukhoi Su-27 (designación OTAN: Flanker-B). y Mikoyan MiG-31 (designación OTAN: Foxhound) del 10 OA del PVO de Arjánguelsk.
Antes del cierre definitivo fue utilizado para viajes turísticos en helicóptero por el ártico, como base de operaciones y para repostaje.
El cierre definitivo se produjo en el año 1994.